# Cavellioropa microrhina
Cavellioropa microrhina är en snäckart som först beskrevs av Suter 1909.  Cavellioropa microrhina ingår i släktet Cavellioropa och familjen Charopidae. Inga underarter finns listade i Catalogue of Life.